# Saison 2022 de l'équipe cycliste EF Education-Tibco-SVB
La Saison 2022 de l'équipe EF Education-Tibco-SVB est la dix-huitième de la formation. Elle accède au statut de WorldTeam, la première division du cyclisme féminin. L'effectif est grandement renouvelé et renforcé. Elizabeth Banks, Kathrin Hammes, Kristabel Doebel-Hickok, Omer Shapira et Sara Poidevin sont les principales arrivées ; Eri Yonamine, Eva Buurman, Sarah Gigante et Kristen Faulkner, les principaux départs.
Veronica Ewers est la plus régulière durant la saison. Elle gagne une étape du Festival Elsy Jacobs, elle a ensuite du succès sur les semi-classiques espagnoles avec une victoire sur la Classique féminine de Navarre et deux deuxièmes places. Elle est neuvième du Tour de France. En fin d'année, elle est deuxième du Tour d'Émilie et des Trois vallées varésines. Kristabel Doebel-Hickok gagne deux étapes et le classement général au Tour Féminin International des Pyrénées où la formation remporte en outre le contre-la-montre par équipes. Emma Langley crée la surprise en s'imposant au championnat des États-Unis sur route. Omer Shapira réalise le doublé au championnat d'Israël sur route. Veronica Ewers est vingt-deuxième du classement UCI et trente-et-unième du World Tour. EF Education-Tibco-SVB est respectivement onzième et douzième des deux classements par équipes.

## Préparation de la saison

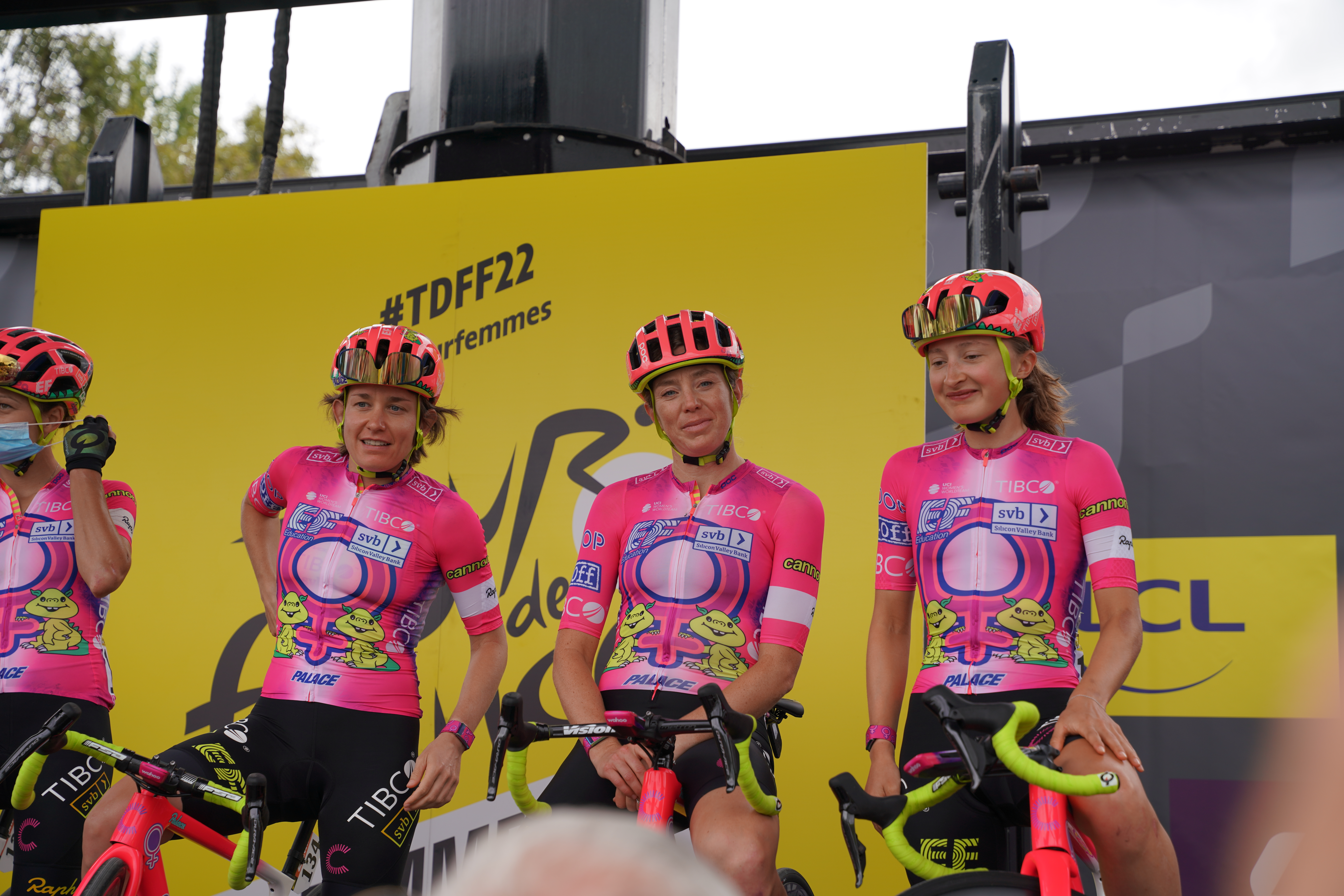
Lors du Tour de France.

### Arrivées et départs
L'effectif est grandement renouvelé et renforcé. Les baroudeuses Elizabeth Banks et Kathrin Hammes rejoignent l'équipe. Tout comme les grimpeuses Kristabel Doebel-Hickok et Omer Shapira, ou la polyvalente Sara Poidevin. Letizia Borghesi et Magdeleine Vallieres en font de même.
Au niveau des départs, la multiple championne du Japon Eri Yonamine ainsi que les jeunes coureuses prometteuses Eva Buurman et Sarah Gigante quittent l'équipe. Kristen Faulkner une des leaders de l'équipe l'année précédente part aussi. Tout comme Leah Dixon, Nicole Frain, Nina Kessler, Diana Penuela et Maddy Ward.
| Arrivées                | Équipe 2021                   |
| ----------------------- | ----------------------------- |
| Elizabeth Banks         | Ceratizit-WNT                 |
| Letizia Borghesi        | Aromitalia-Basso Bikes-Vaiano |
| Kristabel Doebel-Hickok | Rally                         |
| Kathrin Hammes          | Ceratizit-WNT                 |
| Sara Poidevin           | Rally                         |
| Omer Shapira            | Canyon-SRAM Racing            |
| Magdeleine Vallieres    | Centre mondial du cyclisme    |

| Départs          | Équipe 2022          |
| ---------------- | -------------------- |
| Eva Buurman      | Liv Racing-Xstra     |
| Leah Dixon       |                      |
| Kristen Faulkner | BikeExchange-Jayco   |
| Nicole Frain     | Roxsolt-Liv-SRAM     |
| Sarah Gigante    | Movistar             |
| Nina Kessler     | BikeExchange-Jayco   |
| Diana Penuela    | DNA                  |
| Maddy Ward       | InstaFund Racing     |
| Eri Yonamine     | Human Powered Health |

### Effectifs
| Effectif 2022            | Effectif 2022     | Effectif 2022 | Effectif 2022                        |
| Cycliste                 | Date de naissance | Pays          | Équipe précédente                    |
| ------------------------ | ----------------- | ------------- | ------------------------------------ |
| Elizabeth Banks          | 7 novembre 1990   | Royaume-Uni   | Ceratizit-WNT Pro Cycling (2021)     |
| Letizia Borghesi         | 16 octobre 1998   | Italie        | Aromitalia-Basso Bikes-Vaiano (2021) |
| Kristabel Doebel-Hickok  | 28 avril 1989     | États-Unis    | Rally Cycling (2021)                 |
| Tanja Erath              | 7 octobre 1989    | Allemagne     | Canyon-SRAM Racing (2020)            |
| Veronica Ewers           | 1 septembre 1994  | États-Unis    | Fount Cycling Guild (2021)           |
| Kathrin Hammes           | 9 janvier 1989    | Allemagne     | Ceratizit-WNT Pro Cycling (2021)     |
| Emma Langley             | 23 novembre 1995  | États-Unis    | Team Illuminate (2020)               |
| Emily Newsom             | 4 septembre 1983  | États-Unis    |                                      |
| Sara Poidevin            | 7 mai 1996        | Canada        | Rally Cycling (2021)                 |
| Omer Shapira             | 9 septembre 1994  | Israël        | Canyon-SRAM Racing (2021)            |
| Abi Smith                | 1 avril 2002      | Royaume-Uni   |                                      |
| Lauren Stephens          | 28 décembre 1986  | États-Unis    | Cylance (2018)                       |
| Magdeleine Vallieres     | 10 août 2001      | Canada        | Centre mondial du cyclisme (2021)    |
|                          |                   |               |                                      |
| Source : ProCyclingStats |                   |               |                                      |

### Encadrement
La directrice générale de l'équipe est Rachel Hedderman. Daniel Foder est le directeur sportif. Il est assisté de Tim Harris, Patricia Schwager et Rachel Hedderman.

## Déroulement de la saison
Sur la deuxième étape du Festival Elsy Jacobs, à sept kilomètres de l'arrivée,  Greta Marturano est reprise. Veronica Ewers contre et s'impose seule.
À l'Emakumeen Nafarroako Klasikoa, Sarah Gigante attaque à trente kilomètres de l'arrivée et s'impose seule. Veronica Ewers est deuxième,. À la Classique féminine de Navarre, Veronica Ewers fait partie du groupe de poursuite. Il opère la jonction à trente-sept kilomètres de l'arrivée. Leur avance est alors d'une minute, mais se réduit à quelques secondes à dix-sept kilomètres de la ligne. Dans le Muro Galar, Veronica Ewers sort et reprend du terrain sur le peloton. Elle s'impose seule. À la Durango-Durango Emakumeen Saria, Pauliena Rooijakkers part seule à dix kilomètres de la ligne et n'est plus reprise. Veronica Ewers est deuxième.
Au Tour de Burgos, Kristabel Doebel-Hickok est quatrième de la décisive dernière étape. Elle prend la même place au classement général.
Omer Shapira remporte les championnats d'Israël du contre-la-montre et sur route. Emma Langley fait partie de l'échappée aux championnats des États-Unis. Elle sort dans le final pour gagner.
Au Tour de France, sur la quatrième étape Marlen Reusser attaque dans la côte de Vitry, alors qu'il reste 23 km à parcourir. Évita Muzic, Alena Amialiusik et Veronica Ewers partent en poursuite, mais ne peuvent effectuer la jonction. Ewers est quatrième de l'étape. Ewers est encore septième de la dernière étape qui arrive à la Super Planche des Belles Filles.  Cela lui permet de terminer l'épreuve à la neuvième place.
Au Tour Féminin International des Pyrénées, remporte le contre-la-montre inaugural. Emily Newsom prend la tête du classement général. L'après-midi, au bout de quarante-cinq minutes de course, six coureuses dont Kristabel Doebel-Hickok s'échappent. À deux kilomètres et demi de l'arrivée, Kristabel Doebel-Hickok attaque et s'impose. Le lendemain, Emma Langley imprime un rythme élevé dans les cols. Dans le Soulor. Kristabel Doebel-Hickok attaque à un kilomètre du sommet et n'est suivie que par Ricarda Bauernfeind. L'Américaine s'impose. Elle remporte ainsi cette première édition. Elle gagne aussi le classement par points et de la montagne.
Au Tour d'Émilie, Veronica Ewers n'est devancée que par Elisa Longo Borghini dans l'ascension vers le Sanctuaire Madonna di San Luca. Aux Trois vallées varésines, le scénario se répète. Longo Borghini s'échappe et Ewers prend la deuxième place. Au Tour de Romandie, Veronica Ewers est sixième de la deuxième étape, l'étape reine. Elle conclut l'épreuve à la cinquième place du classement général.

## Victoires

### Sur route
| Victoires | Victoires                                                   | Victoires  | Victoires | Victoires               | Victoires |
| Date      | Course                                                      | Pays       | Classe    | Vainqueur               |           |
| --------- | ----------------------------------------------------------- | ---------- | --------- | ----------------------- | --------- |
| 27 avr.   | 1re étape du Tour of the Gila                               | États-Unis | 2.2       | Kristabel Doebel-Hickok |           |
| 29 avr.   | 3e étape du Tour of the Gila                                | États-Unis | 2.2       | Kristabel Doebel-Hickok |           |
| 1 mai     | 2e étape, Festival Elsy Jacobs                              | Luxembourg | 2.Pro     | Veronica Ewers          |           |
| 11 mai    | Clasica Femenina Navarra                                    | Espagne    | 1.1       | Veronica Ewers          |           |
| 21 mai    | 3e étape de la Joe Martin Stage Race                        | États-Unis | 2.2       | Emma Langley            |           |
| 22 mai    | Classement général, Joe Martin Stage Race                   | États-Unis | 2.2       | Emma Langley            |           |
| 24 juin   | Championnat d'Israël du contre-la-montre                    | Israël     | CN        | Omer Shapira            |           |
| 25 juin   | Championnat d'Israël sur route                              | Israël     | CN        | Omer Shapira            |           |
| 26 juin   | Championnat des États-Unis sur route                        | États-Unis | CN        | Emma Langley            |           |
| 5 août    | 1reb étape du Tour Féminin International des Pyrénées       | France     | 2.1       | Kristabel Doebel-Hickok |           |
| 5 août    | 1rea étape du Tour Féminin International des Pyrénées       | France     | 2.1       | EF Education-TIBCO-SVB  |           |
| 6 août    | 2e étape du Tour Féminin International des Pyrénées         | France     | 2.1       | Kristabel Doebel-Hickok |           |
| 7 août    | Classement général, Tour Féminin International des Pyrénées | France     | 2.1       | Kristabel Doebel-Hickok |           |

### Résultats sur les courses majeures

#### World Tour
| Date                | #  | Course                                                   | Pays        | Meilleure classée       | Classement |
| ------------------- | -- | -------------------------------------------------------- | ----------- | ----------------------- | ---------- |
| 5 mars              | 1  | Strade Bianche                                           | Italie      | Magdeleine Vallieres    | 31e        |
| 12 mars             | 2  | Tour de Drenthe                                          | Pays-Bas    | -                       | -          |
| 20 mars             | 3  | Trofeo Alfredo Binda-Comune di Cittiglio                 | Italie      | Letizia Borghesi        | 30e        |
| 24 mars             | 4  | Trois Jours de La Panne                                  | Belgique    | -                       | -          |
| 27 mars             | 5  | Gand-Wevelgem                                            | Belgique    | Sara Poidevin           | 27e        |
| 3 avril             | 6  | Tour des Flandres                                        | Belgique    | Veronica Ewers          | 44e        |
| 10 avril            | 7  | Amstel Gold Race                                         | Pays-Bas    | Kristabel Doebel-Hickok | 27e        |
| 16 avril            | 8  | Paris-Roubaix                                            | France      | Clara Honsinger         | 29e        |
| 20 avril            | 9  | Flèche wallonne                                          | Belgique    | Kristabel Doebel-Hickok | 8e         |
| 24 avril            | 10 | Liège-Bastogne-Liège                                     | Belgique    | Clara Honsinger         | 28e        |
| 13-15 mai           | 11 | Classique de Saint-Sébastien                             | Espagne     | Veronica Ewers          | 10e        |
| 19-22 mai           | 12 | Tour de Burgos                                           | Espagne     | Kristabel Doebel-Hickok | 4e         |
| 27-29 mai           | 13 | RideLondon-Classique                                     | Royaume-Uni | Letizia Borghesi        | 11e        |
| 6-11 juin           | 14 | The Women's Tour                                         | Royaume-Uni | Veronica Ewers          | 8e         |
| 1-10 juillet        | 15 | Tour d'Italie                                            | Italie      | Kristabel Doebel-Hickok | 15e        |
| 24-31 juillet       | 16 | Tour de France                                           | France      | Veronica Ewers          | 9e         |
| 6 août              | 17 | Contre-la-montre par équipes de l'Open de Suède Vårgårda | Suède       | -                       | -          |
| 7 août              | 18 | Open de Suède Vårgårda                                   | Suède       | -                       | -          |
| 9-14 août           | 19 | Tour de Scandinavie                                      | Norvège     | -                       | -          |
| 27 août             | 20 | Grand Prix de Plouay                                     | France      | Lauren Stephens         | 25e        |
| 30 août-4 septembre | 21 | Simac Ladies Tour                                        | Pays-Bas    | -                       | -          |
| 7-11 septembre      | 22 | Ceratizit Challenge by La Vuelta                         | Espagne     | Veronica Ewers          | 14e        |
| 7-9 octobre         | 23 | Tour de Romandie                                         | Suisse      | Veronica Ewers          | 5e         |

Veronica Ewers est trente-troisième du classement individuel. EF Education-Tibco-SVB est douzième du classement par équipes.

#### Grands tours
| Grand tour            | Tour d'Italie                 | Tour de France      |
| --------------------- | ----------------------------- | ------------------- |
| Coureuse (classement) | Kristabel Doebel-Hickok (15e) | Veronica Ewers (9e) |
| Accessits             | -                             | -                   |

## Classement mondial
| Classement UCI | Classement UCI          | Classement UCI | Classement UCI |
| Coureuse       | Coureuse                | Pays           | Points         |
| -------------- | ----------------------- | -------------- | -------------- |
| 22e            | Veronica Ewers          | États-Unis     | 1363 pts       |
| 41e            | Kristabel Doebel-Hickok | États-Unis     | 776.67 pts     |
| 134e           | Emma Langley            | États-Unis     | 233.67 pts     |
| 150e           | Letizia Borghesi        | Italie         | 206 pts        |
| 174e           | Omer Shapira            | Israël         | 177 pts        |
| 279e           | Lauren Stephens         | États-Unis     | 97 pts         |
| 285e           | Kathrin Hammes          | Allemagne      | 95 pts         |
| 397e           | Clara Honsinger         | États-Unis     | 67.67 pts      |
| 542e           | Magdeleine Vallieres    | Canada         | 42 pts         |
| 749e           | Sara Poidevin           | Canada         | 21.67 pts      |
| 826e           | Emily Newsom            | États-Unis     | 16.67 pts      |
| 827e           | Abi Smith               | Royaume-Uni    | 16 pts         |

EF Education-Tibco-SVB est onzième du classement par équipes.